# Evan Noel
Evan Baillie Noel (Stanmore, Londres, 23 de gener de 1879 – Kensington, Londres, 22 de desembre de 1928) va ser un jugador de rackets i de jeu de paume anglès, que va competir a començaments del segle xx.
El 1908 va prendre part en els Jocs Olímpics de Londres, on guanyà la medalla d'or en la prova individual de rackets i la de bronze en la prova de dobles, formant equip amb Henry Leaf.
En aquests mateixos Jocs també disputà la competició del jeu de paume, on fou eliminat en quarts de final. Evan Noel estudià al  Winchester i  Trinity College, de la Universitat de Cambridge.